# Veeartsenijschool Anderlecht

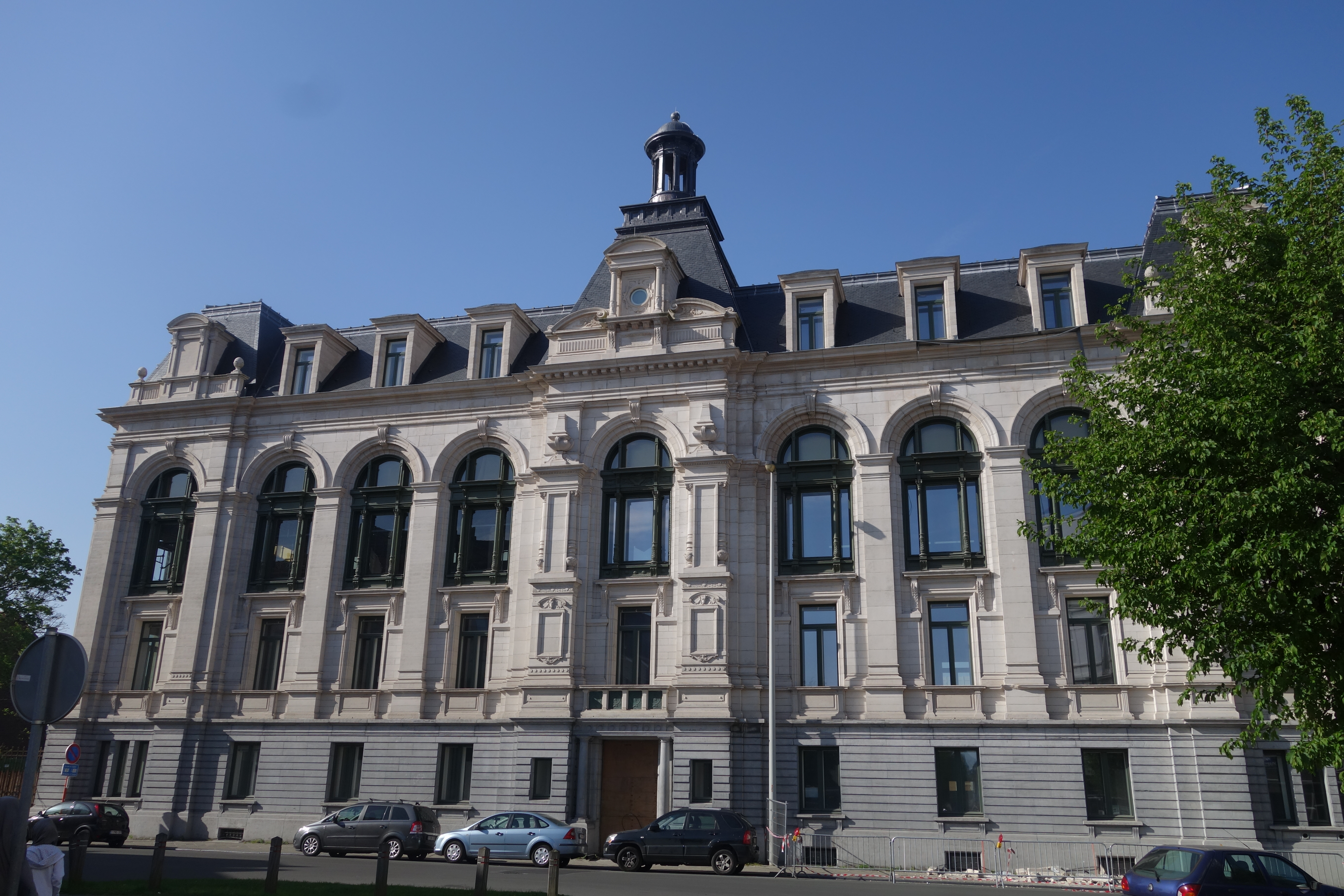
Hoofdgebouw

De Veeartsenijschool Anderlecht is een in de wijk Kuregem gelegen site die tussen 1903 en 1909 werd opgetrokken in Vlaamse neorenaissancestijl waar de opleiding diergeneeskunde, toen gekend als de École d'économie rurale et vétérinaire, werd gehuisvest. Het geheel is samengesteld uit 19 gebouwen, gescheiden door koertjes en tuinen.
De school vormt in 1895-96 het uitgangspunt voor de bouw van twee nieuwe wijken in Anderlecht: de Luchtvaart- en de Veeartsenwijk.
Vanaf 1969 wordt de opleiding opgenomen door de Universiteit van Luik en in 1991 werd de site door de Universiteit definitief verlaten waarna het 2400 m² complex leegstond. In 1990 kreeg de veeartsenijschool een beschermde status en in 1999 werd de gemeente eigenaar.
In het begin van de 21e eeuw begon de herwaardering. Momenteel is een deel van het afgesloten complex gerenoveerd en huizen er appartementen en kleinschalige kantoren. Met Europese ontwikkelingssteun moet de site tegen 2013 volledig gerenoveerd zijn en een economisch centrum worden.